# Shinsuke Sakimoto
Shinsuke Sakimoto (嵜本 晋輔 Sakimoto Shinsuke?, nacido el 14 de abril de 1982 en Sakai, Osaka) es un exfutbolista japonés. Jugaba de centrocampista y su último club fue el Sagawa Express Osaka de Japón.

## Trayectoria

### Clubes
| Club                 | País  | Año         |
| -------------------- | ----- | ----------- |
| Gamba Osaka          | Japón | 2001 - 2003 |
| Sagawa Express Osaka | Japón | 2004        |